# Westerval

De Westerval is een vier kilometer lange uitvalsweg tussen Enschede en de snelweg A35. Drie kilometer van de Westerval is uitgevoerd als autoweg.

## Route
De Westerval begint in het verlengde van de N18 bij de afrit Enschede West (afrit 26) van de A35. Vanaf de A35 verloopt de weg met 100 km/h als een autoweg met 2×2 rijstroken richting Enschede. Voordat het de bebouwde kom van Enschede bereikt, heeft het twee afritten. De eerste afrit is die met de Afinkstraat. Het verkeer dat vanaf de A35 komt en richting de Universiteit Twente wil maakt gebruik van deze afrit. De tweede afrit is met de Josink Esweg. Deze afrit is een enkelzijdige afrit, wat wil zeggen dat alleen vanuit de richting A35 men er af kan, en vanaf Josink Esweg alleen richting Enschede kan en niet andersom.
Na ongeveer drie kilometer vanaf de A35 bereikt de Westerval de bebouwde kom van Enschede met een gelijkvloerse kruising (met verkeerslichten) met de Parkweg en Wethouder Nijhuisstraat. Tevens eindigt hier het autoweggedeelte. De weg gaat vervolgens over 1x2 rijstrook met een maximale toegestane snelheid van 50 km/h. Voordat de weg de ringweg van Enschede bereikt, heeft het diverse wijkontsluitende kruisingen die allemaal niet voorzien zijn van verkeerslichten. Het kruispunt met ringweg (Volksparksingel en Pathmossingel) is weer voorzien van verkeerslichten.

## Geschiedenis
De Westerval was in 1977 klaar als invalsweg naar het centrum van Enschede. Op 27 oktober 1977 was het snelwegdeel tussen de afslag Delden en Enschede West klaar waardoor Enschede via de Westerval ontsloten werd op het rijkswegennet, met ten westen 2×2 rijstroken. In 1995 werd de A35 doorgestoken richting het oosten, met ten oosten 1x2 rijstroken. Pas in 2002 kreeg de A35 ten oosten 2×2 rijstroken tot de (nieuwe) aansluiting Enschede-Zuid. Voor 2002 was de aansluiting een soort T-splitsing. Bij de afslag Enschede-West (A35) is in de periode 2017-2018 het nieuwe tracé van de N18 tussen Groenlo en Enschede in het verlengde van de Westerval aangesloten.